# Jim Sherwood
Jim Sherwood ( Arkansas, 8 mei 1942–25 december 2011), beter bekend als Jim "Motorhead" Sherwood was een Amerikaanse jazz- en rocksaxofonist, vooral bekend als lid van Frank Zappa's band The Mothers of Invention. Sherwood begon als roadie van deze band en zorgde voor allerlei geluidseffecten op de eerste albums.
Sherwood staat vermeld op alle albums van de originele Mothers-bezetting vanaf Absolutely Free tot en met de releases Burnt Weeny Sandwich en Weasels Ripped My Flesh, evenals op enkele latere Zappa-albums. Sherwwood is te horen op sopraan-, tenor- en baritonsaxofoon en  tamboerijn, en verzorgt achtergrondzang en vocale geluidseffecten. Hij speelde ook in de films 200 Motels, Video from Hell en Uncle Meat.
Sherwood dankt zijn bijnaam "Moterhead" aan zijn liefde voor het repareren van auto's, vrachtwagens en motoren. Mothers-zanger Ray Collins grapte "het klinkt alsof je een kleine motor in je hoofd hebt".

## Biografie
Sherwood werd geboren in Arkansas City. Hij en Zappa ontmoetten elkaar in 1956 op de middelbare school, het Antelope Valley College in Lancaster in Californië. Sherwood zat in de klas van Zappa's broer Bobby, die de twee aan elkaar voorstelde nadat hij had vernomen dat Sherwood een verzamelaar van bluesplaten was. Sherwood speelde mee in Zappa's eerste band, de R&B-groep The Black-Outs.
Sherwood en Zappa speelden vervolgens samen in een reeks rock-'n-roll/R&B-groepen. Nadat Zappa's eerste huwelijk in 1964 op de klippen liep, kocht hij Pal Recording Studio van de lokale producer Paul Buff en doopte deze om tot "Studio Z". Hij en Sherwood woonden een tijdje in de studio. Sherwood sloot zich aanvankelijk bij The Mothers of Invention aan als roadie en apparatuurbeheerder. Hij leverde ook geluidseffecten (met zowel zijn stem als zijn saxofoon) op hun eerste album, Freak Out! uit 1966. Na een paar optredens in New York in december 1966 kregen de Mothers een contract aangeboden voor een paasoptreden in het Garrick Theater in Greenwich Village. Dit bleek succesvol en manager Herb Cohen verlengde de boeking, die uiteindelijk tot september 1967 zou lopen. Naast apparatuurbeheer verzorgde Sherwood soms ook de belichting. In de zomer van 1967 werd Sherwood volwaardig lid van de Mothers.
Zappa ontbond de oorspronkelijke Mothers-bezetting in 1969. Sherwood was een van de leden die in de daaropvolgende jaren weer voor hem zouden spelen. Hij was te horen op You Are What You Is uit 1981, het Lätheralbum en het laatste album dat Zappa voor zijn dood afmaakte, Civilization Phaze III. In 1971 speelde Sherwood in de film 200 Motels, waarin hij de rol van Larry Fanoga vertolkte. Volgens zijn eigen zeggen speelde hij een salamander en moest verliefd worden op een stofzuiger. In 1973 speelde Sherwood mee op For Real!, het eerste album van de doowopgroep Ruben and the Jets uit Los Angeles, aan wie Zappa toestemming had gegeven om de naam van zijn fictieve groep van het album Cruising with Ruben & the Jets te gebruiken. Hij produceerde ook deze plaat en leverde arrangementen en het nummer "If I Could Only Be Your Love Again". Bruce Eder van Allmusic merkt op dat Sherwood en Robert "Buffalo" Roberts "prachtig vormgegeven saxofoonbreaks" op de plaat hebben. Ruben and the Jets toerden in 1972 en produceerden nog één album, maar ging uit elkaar nadat leadzanger Rubén Guevara halverwege de jaren 1970 een solo-opnamecontract kreeg aangeboden. Er waren ook financiële problemen. Sherwood merkte op dat de groep "te veel benefietconcerten gaf en te weinig betaalde optredens". Tussen 1975 en 1979 is er niet veel over Sherwood bekend. Zappa zei dat hij "een tijdje in Scientology was gestapt, maar daarna herstelde." In 1980 keerde hij terug naar de muziekindustrie en richtte samen met voormalige leden van de Mothers of Invention de Grandmothers op.
In latere jaren droeg Sherwood bij aan diverse projecten samen met zijn mede-Mothers-alumni, waaronder platen van The Grandmothers, Mothers-toetsenist Don Preston, Ant-Bee en Sandro Oliva.

## Overlijden
Sherwood overleed op 25 december 2011. Volgens Zappa-volgers leed hij aan een niet-operabele hersentumor en stierf hij in zijn slaap.

## Discografie
- Freak Out! (Verve, 1966) (als gast)
- We're Only in It for the Money (Verve, 1968)
- Cruising with Ruben & the Jets (Verve, 1968)
- Uncle Meat (Bizarre, 1969)
- Burnt Weeny Sandwich (Bizarre, 1970)
- Weasels Ripped My Flesh (Bizarre, 1970)
- Ahead of Their Time (Rykodisc, 1993)

### Met Frank Zappa
- Lumpy Gravy (Verve, 1967)
- You Are What You Is (Barking Pumpkin, 1981)
- You Can't Do That on Stage Anymore (verzamelalbum) (Rykodisc, 1988)
- You Can't Do That on Stage Anymore, Vol. 1 (Rykodisc, 1988)
- You Can't Do That on Stage Anymore, Vol. 4 (Rykodisc, 1991)
- You Can't Do That on Stage Anymore, Vol. 5 (Rykodisc, 1992)
- Civilization Phaze III (Barking Pumpkin, 1994)
- Läther (Rykodisc, 1996)
- Mystery Disc (Rykodisc, 1998)
- The MOFO Project/Object (Zappa, 2006)

### Met Ruben and the Jets
- For Real! (Mercury, 1973)
- Con Safos (Mercury, 1974)

### Met The Grandmothers
- Grandmothers (Line, 1980)
- Fan Club Talk (Panda, 1981)
- Lookin' Up Granny's Dress (Rhino, 1982)
- A Mother of an Anthology (One Way, 1993)

### Met Ant-Bee
- Snorks & Wheezes (K7, 1993)
- The @x!#*% of.... (K7, 1993)
- With My Favorite "Vegetables" & Other Bizarre Muzik (Divine, 1994)
- Lunar Muzik (Divine Records, 1997)
- Electronic Church Muzik (Barking Moondog, 2011)

### MetDon Preston
- Vile Foamy Ectoplasm (Muffin, 1993)

### Met Sandro Oliva
- Who the Fuck Is Sandro Oliva?!? (Muffin, 1995)